# Juana de Austria (1573-1630)
Doña Juana o Giovanna de Austria (Nápoles, 1573-1630) fue una hija ilegítima de don Juan de Austria, que nació y vivió la totalidad de su vida en la península italiana donde se casó y tuvo descendencia.

## Biografía
Nació en 1573 de los amores del joven Juan de Austria, vencedor de Lepanto y la dama sorrentina Diana Falangola. Tomó el nombre de su tía Juana de Austria, princesa viuda de Portugal, fallecida pocas semanas antes de su nacimiento. Fue criada en Parma junto a su tía Margarita de Austria, pero al partir esta a asumir el gobierno de los Países Bajos, en 1580, Felipe II consideró que la niña debía volver a Nápoles. En Nápoles permaneció durante 10 años en la abadía real de Santa Clara. Durante estos diez años se aseguró la continuidad de la educación iniciada por Margarita de Austria. En 1590 escribe a su primo Alejandro Farnesio para que interceda ante el rey y este le conceda un cambio de residencia. En consecuencia el monarca le señala la villa de Pizzofalcone, villa de caza de los virreyes a las afueras de Nápoles.
Tras la muerte de Felipe II, en 1598, su suerte no cambia y el duque de Lerma ordena al virrey de Nápoles, Fernando Ruiz de Castro Andrade y Portugal que continue el régimen establecido hasta entonces. Finalmente en 1602 la propia Juana escribe una carta a Felipe III en que le ruega una cierta independencia económica que le permita no depender del virrey de Nápoles en todo. El monarca accede a la petición y le señala una renta de 3.000 ducados y una dote de 60.000.
Con la citada dote, la joven dama contrae matrimonio el 14 de junio de 1603 con el joven noble siciliano Francisco Branciforte, al que con ocasión de tan alto enlace sus padres ceden los títulos de príncipe de Pietraperzia y marqués de Militello. El matrimonio se produjo en el palacio real de Nápoles y contó con distintas fiestas entre las que se realizó un carrusel. Así mismo se produjeron obras poéticas en ocasión del enlace.
El matrimonio tendrá tres hijas de las que sólo una, Margarita llegará a la edad adulta. 
Fundó la iglesia de Santa María de la Victoria de Nápoles y la donó, junto con el convento, a los padres teatinos.
Doña Juana queda viuda en 1622 y muere finalmente en 1630.

### Individuales
1. ↑  Coloma, Luis. «Jeromín. Estudios históricos sobre el siglo XVI». sirio.ua.es (en español). Consultado el 26 de septiembre de 2018.
2. 1 2  Díaz, Concha (13 de julio de 2014). «Cuaderno de Sofonisba: GIOVANNA DE AUSTRIA RETRATADA POR SOFONISBA ANGUISSOLA». Cuaderno de Sofonisba. Consultado el 25 de septiembre de 2018.
3. ↑  Flórez, Enrique (1790). Memorias de las reynas catholicas: historia genealogica de la Casa Real de Castilla y de Leon, todos los infantes, trages de las reynas en estampas y nuevo aspecto de la Historia de España.... en la oficina de la viuda de Marin. Consultado el 25 de septiembre de 2018.
4. ↑  «PIETRAPERZIA BRANCIFORTE BARRESI, Francesco in "Dizionario Biografico"». www.treccani.it (en it-IT). Consultado el 26 de septiembre de 2018.
5. ↑  Sotomayor, Antonio Valladares de (1790). Semanario erudito que comprehende varias obras ineditas, criticas, morales, instructivas, políticas, históricas, satíricas, y jocosas de nuestros mejores autores antiguos y modernos. Blas Román. Consultado el 26 de septiembre de 2018.
6. 1 2  «Margherita Branciforte». roglo.eu. Consultado el 25 de septiembre de 2018.
7. 1 2  Della credenza e culto de'demonj presso i gentili, ragionamento (en italiano). 1769. Consultado el 26 de septiembre de 2018.
8. ↑  Pistolesi, Erasmo (1845). Guida metodica di Napoli e suoi contorni per vedere con nuovo metodo la città: adorno di pianta e vedute litografate ; volume unico (en italiano). G. Vara. Consultado el 26 de septiembre de 2018.